# Meionomyces thaxterelli
Meionomyces thaxterelli är en svampart som beskrevs av Thaxt. 1931. Meionomyces thaxterelli ingår i släktet Meionomyces och familjen Laboulbeniaceae.   Inga underarter finns listade i Catalogue of Life.